# Hüttelberg (Fichtelgebirge)
Der Hüttelberg ist ein 673 m hoher Berg im Fichtelgebirge in Bayern. Die bewaldete Anhöhe liegt 1,3 km südwestlich des Dorfes Grün, eines Gemeindeteils von Röslau im Landkreis Wunsiedel im Fichtelgebirge (Nordostbayern) am Nordrand des Zeitelmooses. An der Südostseite des Berges verlief eine wichtige Altstraße von Wunsiedel nach Weißenstadt.

## Name
In einer Militärkarte des Fürstentums Bayreuth, die 1780 bis 1790 von dem Kartographen J. F. C. Hoffmann aufgenommen wurde, wird der Hüttelberg als „Höllberg“ bezeichnet. In unmittelbarer Nähe lag die Siedlung Hödles, die im Landbuch der Sechsämter von 1499 bereits als öd (aufgegeben) bezeichnet wird. Von dieser Siedlung erhielt die Anhöhe ihren Namen (Hödlesberg/Höllberg). Erst später bürgerte sich der Name Hüttelberg ein, nachdem im Dorf Grün eine Familie Hüttel ihren Wohnsitz nahm.

## Karten
- Topografische Karte 1:25.000 des Bayerischen Landesvermessungsamtes Nr. 5937
- Fritsch Wanderkarte 1:50.000 Naturpark Fichtelgebirge und Steinwald, 17. Auflage